# Christian Marin
Christian Marin (Lione, 8 febbraio 1929 – Parigi, 5 settembre 2012) è stato un attore francese.

## Biografia
Lavorò in molti film insieme al comico francese Louis de Funès, ma soprattutto per il ruolo di Merlot nei primi 4 episodi della serie de I gendarmi di Saint-Tropez. 
Morì il 5 settembre 2012, poche settimane dopo aver completato la stesura della sua autobiografia, Mémoires d’un chevalier du ciel, scritta insieme a Gilles Antonowicz.

## Filmografia

### Cinema
- Le signore preferiscono il mambo (Comme un cheveu sur la soupe), regia di Bernard Borderie (1957)
- Nous autres à Champignol, regia di Jean Bastia (1957)
- Io... mio figlio e la fidanzata (Les Tortillards), regia di Jean Bastia (1960)
- Le Tracassin, regia di Alex Joffé (1961)
- La bella americana (La Belle Américaine), regia di Robert Dhéry (1961)
- Tutto l'oro del mondo (Tout l'or du monde), regia di René Clair e Claude Pinoteau (1961)
- Una bionda... così (Une blonde comme ça), regia di Jean Jabely (1962)
- Il delitto non paga (Le crime ne paie pas), regia di Gérard Oury (1962)
- Comment réussir en amour, regia di Michel Boisrond (1962)
- I tre affari del signor Duval (Pouic-Pouic), regia di Jean Girault (1963)
- La Foire aux cancres, regia di Louis Daquin (1963)
- Il contrabbasso (La Contrebasse), regia di Maurice Fasquel - cortometraggio (1963)
- Sciarada alla francese (Cherchez l'idole), regia di Michel Boisrond (1963)
- L'Abominable Homme des douanes, regia di Marc Allégret (1963)
- Le commissaire mène l'enquête, regia di Fabien Collin (1963)
- Spionaggio senza frontiere (L'Honorable Stanislas, agent secret), regia di Jean-Charles Dudrumet (1963)
- La pila della Peppa (Le Magot de Josefa), regia di Claude Autant-Lara (1963)
- Pierino la peste (Bébert et l'Omnibus), regia di Yves Robert (1963)
- Contre-chant, regia di Claude Boissol - cortometraggio (1963)
- Una ragazza a Saint-Tropez (Le Gendarme de Saint-Tropez), regia di Jean Girault (1964)
- Il poliziotto 202 (Allez France!), regia di Robert Dhéry (1964)
- Les Copains, regia di Yves Robert (1965)
- Tre gendarmi a New York (Le Gendarme à New York), regia di Jean Girault (1965)
- Dis-moi qui tuer, regia di Étienne Périer (1965)
- Vagone letto per assassini (Compartiment tueurs), regia di Costa-Gavras (1965)
- L'or du duc, regia di Jacques Baratier (1965)
- La Pierre et la corde, regia di Jean-Louis van Belle - cortometraggio (1965)
- Tandem, regia di Maurice Regamey - cortometraggio (1965)
- Monnaie de singe, regia di Yves Robert (1966)
- Monsieur le président-directeur général, regia di Jean Girault (1966)
- Calma ragazze, oggi mi sposo (Le Gendarme se marie), regia di Jean Girault (1968)
- Le Mois le plus beau, regia di Guy Blanc (1968)
- La Permission, regia di Melvin Van Peebles (1968)
- Les Joueurs, regia di Jean-Louis Van Belle - cortometraggio (1968)
- Faites donc plaisir aux amis, regia di Francis Rigaud (1969)
- L'Auvergnat et l'Autobus, regia di Guy Lefranc (1969)
- Michel Strogoff (Der Kurier des Zaren), regia di Eriprando Visconti (1970)
- 6 gendarmi in fuga (Le Gendarme en balade), regia di Jean Girault (1970)
- La Dernière Bourrée à Paris, regia di Raoul André (1973)
- Y'a un os dans la moulinette, regia di Raoul André (1974)
- Commissariato di notturna, regia di Guido Leoni (1974)
- Le commando des chauds lapins, regia di Guy Pérol (1975)
- Deux cloches à la neige, regia di Jean-Louis Guillermou (1976)
- La Grande Récré, regia di Claude Pierson (1976)
- Tigro e Winny-Puh a tu per tu (Winnie the Pooh and Tigger Too), regia di John Lounsbery (1977) - voce di tigro
- Bambi, regia di Walt Disney (1978) - ridoppiaggio
- Prune des bois, regia di Marc Lobet (1980)
- Neuville ma belle, regia di Mae Kelly (1984)
- Fievel sbarca in America (An American Tail), regia di Don Bluth (1986) - voce di John Loyal
- Chômeurs mais on s'soigne, regia di Laurent Thomas - cortometraggio (1998)
- Carpe diem, regia di Don Bluth - cortometraggio (2000)
- Ten sunny days, regia di Ognjien Svilicic - cortometraggio (2010)
- Dead Man Talking, regia di Patrick Ridremont (2012)

### Televisione
- La Marquise d'O, regia di Claude Barma (1959)
- De fil en aiguille, regia di Lazare Iglesis (1960)
- Le Théâtre de la jeunesse: Don Quichotte, regia di Marcel Cravenne e Louis Grospierre (1961)
- Le Temps des copains, regia di Jean Canolle (1962)
- Tous ceux qui tombent, regia di Michel Mitrani (1963)
- Méliès, magicien de Montreuil-sous-Bois, regia di Jean-Christophe Averty (1964)
- La Mégère apprivoisée, regia di Pierre Badel (1964)
- 29 degrés à l'ombre, regia di Jean-Pierre Marchand (1965)
- Mon royaume pour un lapin, regia di Jacques Villa (1965)
- Deslouettes père et fils, regia di Arlen Papazian e Claude Robrini (1967)
- La Bien-aimée, regia di Jacques Doniol-Valcroze (1967)
- Max le débonnaire, regia di Yves Allégret episodio De quoi je me mêle (1967)
- I cavalieri del cielo (Les Chevaliers du ciel), regia di François Villiers (1967)
- Graf Yoster gibt sich die Ehre, regia di ? episodio Du kommst in so fragwürdiger Gestalt (1968)
- Le Cabaret de l'absurde, regia di ? (1971)
- Les Habits neufs du Grand-Duc, regia di Jean Canolle (1972)
- Monsieur Badin, regia di Jean Bertho (1974)
- Les renards, regia di Philippe Joulia (1975)
- Le Théâtre de Tristan Bernard, regia di Georges Folgoas e Dominique Nohain (1975)
- Faux et usage de faux / Seznec faux coupable, regia di Bernard Claeys (1976)
- Au théâtre ce soir, regia di Michel André episodio Le Coin tranquille (1976)
- Turlututu, regia di François Chatel (1977)
- Les Folies Offenbach, regia di Michel Boisrond (1977)
- Les samedis de l'histoire / La banqueroute de Law, regia di Jean-François Delassus (1978)
- Les Cinq Dernières Minutes, regia di Claude Loursais episodio Nous entrons dans la carriere (1979)
- Au théâtre ce soir, regia di Jean de Létraz episodio Une nuit chez vous Madame (1979)
- Le Voyage du Hollandais, regia di Charles Brabant - film TV (1981)
- Les Maîtres sonneurs: Jean de la Lune, regia di Marcel Achard (1982)
- Microbidon-Cinéma 16, regia di André Halimi (1983)
- L'Été 36, regia di Yves Robert (1986)
- Les Nuits révolutionnaires, regia di Charles Brabant (1989)
- Pépé la gâchette, regia di Jean Pignol (1990)
- Vérités assassines, regia di Arnaud Sélignac (2007)
- À dix minutes des naturistes, regia di Stéphane Clavier (2012)

## Doppiatori italiani
Nelle versioni in italiano delle opere in cui ha recitato, Christian Marin è stato doppiato da:
- Gianfranco Bellini in Tre gendarmi a New York, 6 gendarmi in fuga
- Ferruccio Amendola in Calma ragazze, oggi mi sposo
- Roberto Bertea in Una ragazza a Saint-Tropez